# Francisco Nascimento
Francisco Meneses do Nascimento (Lisboa, 26 de Novembro de 1972) é um actor português.

## Biografia
Destaca-se a sua colaboração com o realizador José Nascimento, tendo por exemplo feito parte do elenco dos filmes Mar à Vista, de 1989, Tarde Demais, de 2000, e Lobos, de 2007. Também desempenhou papéis principais nos filmes
Corte de Cabelo, realizado por Joaquim Sapinho em 1995, A Casa, do realizador Šarūnas Bartas (1997), Longe da Vista de João Mário Grilo (1998), Pele de Fernando Vendrell (2006), e Jogo da Glória, de Fernando Vendrell, produzido em 2002 para a SIC. Em 2001 fez parte do elenco do filme Combate de Amor em Sonho, de Raoul Ruiz, e em 2012 no A Vingança de Uma Mulher, realizado por Rita Azevedo Gomes. Também participou na curta-metragem As sacrificadas, de Aurélie Oliveira Pernet. Participou igualmente no documentário Outra Forma de Luta, realizado por João Pinto Nogueira em 2014, tendo o crítico Rui Pedro Tendinha, do Diário de Notícias, classificado Francisco Nascimento como «mais do que competente como Carlos Antunes».
Trabalhou com frequência com o actor Pedro Hestnes, por exemplo nos filmes Tempos Difíceis, Combate de Amor em Sonho e Lobos. Na sequência do falecimento de Pedro Hestnes, em 2011, Francisco Nascimento foi entrevistado pelo jornal Público, onde revelou que «O Pedro não era um actor de personagens mas de questões, e isso, muitas vezes, é desconfortável. Era difícil, sofria com isso também, e o cinema português não soube tratá-lo bem. Depois vêm as televisões e a descoberta que se pode fazer dinheiro com o produto nacional. O Pedro foi apanhado nesse caos em que se fizeram filmes maus», tendo acrescentado que «O Pedro era ultra-minucioso: cada palavra, cada som, cada pausa, cada olhar e cada razão contavam. Punha questões continuamente, e é mais difícil filmar assim».
Em 1999, o jornalista Mário Jorge Torres, do Público, enalteceu a sua participação no filme Longe da Vista, tendo comentado que o papel do companheiro de cela foi interpretado por «um Francisco Nascimento no seu melhor, manietado por um rigor quase sonâmbulo». Foi distinguido com o prémio Shooting Star da European Film Promotion.
A sua carreira enveredou igualmente pelo teatro, tendo por exemplo interpretado em 1999 a personagem João na peça Shopping and Fucking, no Teatro Plástico, no Porto, com encenação de António Pires, e em 2000 participou na peça Os desastres de Cupido, no Teatro da Cornucópia, em Lisboa, tendo nesse ano incorpado igualmente o papel de Lucky na peça À Espera de Godot, no Teatro da Comuna, em Lisboa. Em 2006 fez parte do elenco da peça infantil O Principezinho, no âmbito da Feira do Livro de Lisboa.

## Cinema
- "Reporter X" (1987) de José Nascimento
- "Onde Bate o Sol" (1989) de Joaquim Pinto
- "Le voyage étranger" (1992), de Serge Roullet
- Corte de Cabelo (1995) de Joaquim Sapinho
- "A Casa" (1997) de Šarūnas Bartas
- Sapatos Pretos (1997) de João Canijo
- "Estou Perto" (curta metragem) (1998), de Sandro Aguilar
- Longe da Vista (1998) de João Mário Grilo
- "Tarde Demais" (2000) de José Nascimento
- "Combat D'Amour en Songe" (2000) de Raoul Ruiz
- "Querida Mãe" (2001) de José Sacramento
- "O Jogo da Glória" (2002), de Fernando Vendrell
- "O Meu Sósia e Eu" (2002) de Tiago Guedes
- "Até Amanhã, Camaradas" (2004) de Joaquim Leitão
- "Um Amor de Perdição" (2008) de Mário Barroso
- "A Vingança de uma Mulher" (2011) de Rita Azevedo Gomes
- Operação Outono (2012) de Bruno de Almeida
- "Correspondências" (2016) de Rita Azevedo Gomes
- "Colo" (2016), de Teresa Villaverde

## Teatro
- 2007 – “Auto da Barca do Inferno” de Gil Vicente,Encenação António Pires, Ar de Filmes
- 2005 – “O Principezinho” de Antoine Saint-Exupéry, Encenação Paulo Pinto, Tangente
- 2004 – “Auto da India” de Gil Vicente, Ençenação colectiva, Tangente
- 2003 – “Nós depois Telefonamos” de Mário Botequilha, Patrícia Castanheira, Encenação António Pires, Teatro Municipal Maria Matos
- 2001 – “Transfer” de Carla Bolito, Ençenação Carla Bolito, CCB;
- 2000 – “À Espera de Godot” de Samuel Becket, Encenação Miguel Guilherme, Teatro da Comuna;
- 2000 – “Cimbelino” de William Shakespeare, Encenação Luís Miguel Cintra, Teatro da Cornucópia
- 2000 – “Amor/ Enganos” de Gil vicente, Encenação Luís Miguel Cintra, Teatro da Cornucópia;
- 1999 – “O Aumento” de George Perec, Encenação António Pires, CCB;
- 1999 – “Shopping and Fucking” de Marc Ravenhill, Encenação António Pires, Teatro Carlos Alberto;
- 1997 – “Os Sete Infantes”, Encenação Luís Miguel Cintra, Teatro da Cornucópia;
- 1996 – “A Minha Noite com o Gil” de Kevin Elyot, Encenação Fernando Heitor, Teatro Aberto;
- 1995 – “Parabéns a Você “de Helder Costa, Ençenação Helder Costa, Teatro Cinearte;
- 1995 – “Linhas Cruzadas” de João Alface e Ruben A. , Encenação José Nascimento, Cineteatro Monumental;
- 1994 – “A Grande Magia” de Eduardo di Filippo, Encenação Mário Viegas, Teatro Mário Viegas;
- 1994 – “Roberto Zucco” de Bernard Marie Koltés, Encenação Inês Câmara Pestana